# Luxemburgs universitet

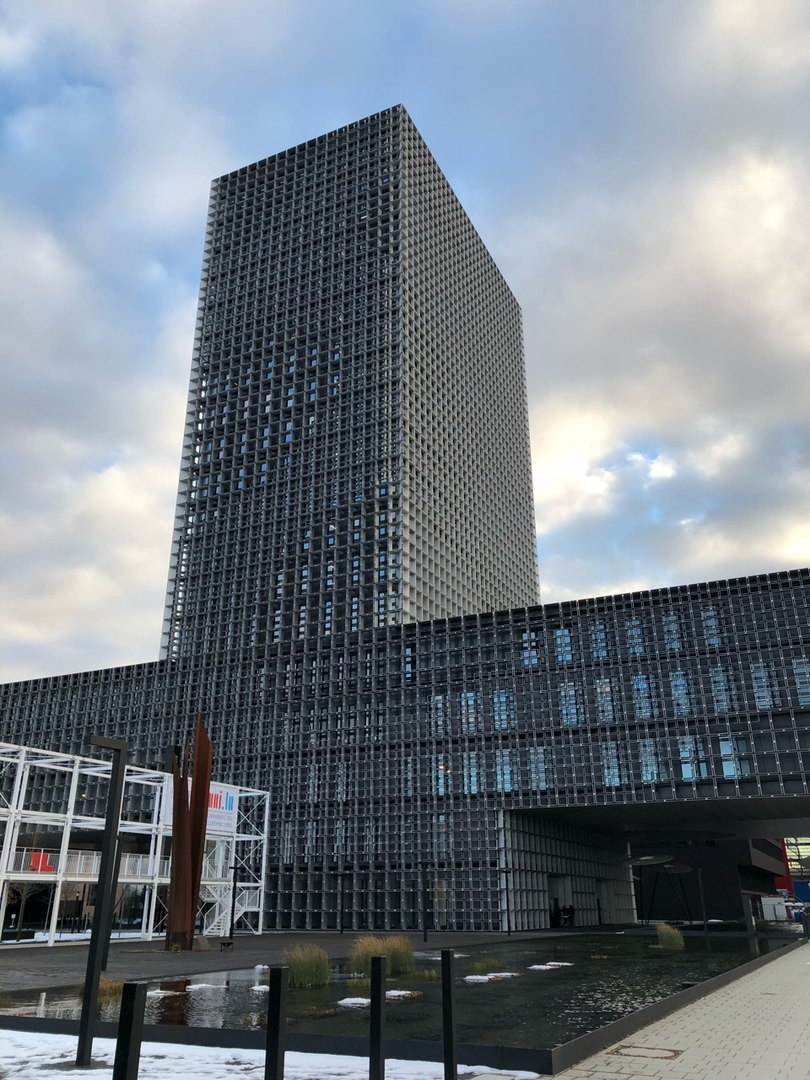
Maison du Savoir, huvudbyggnad för Campus Belval

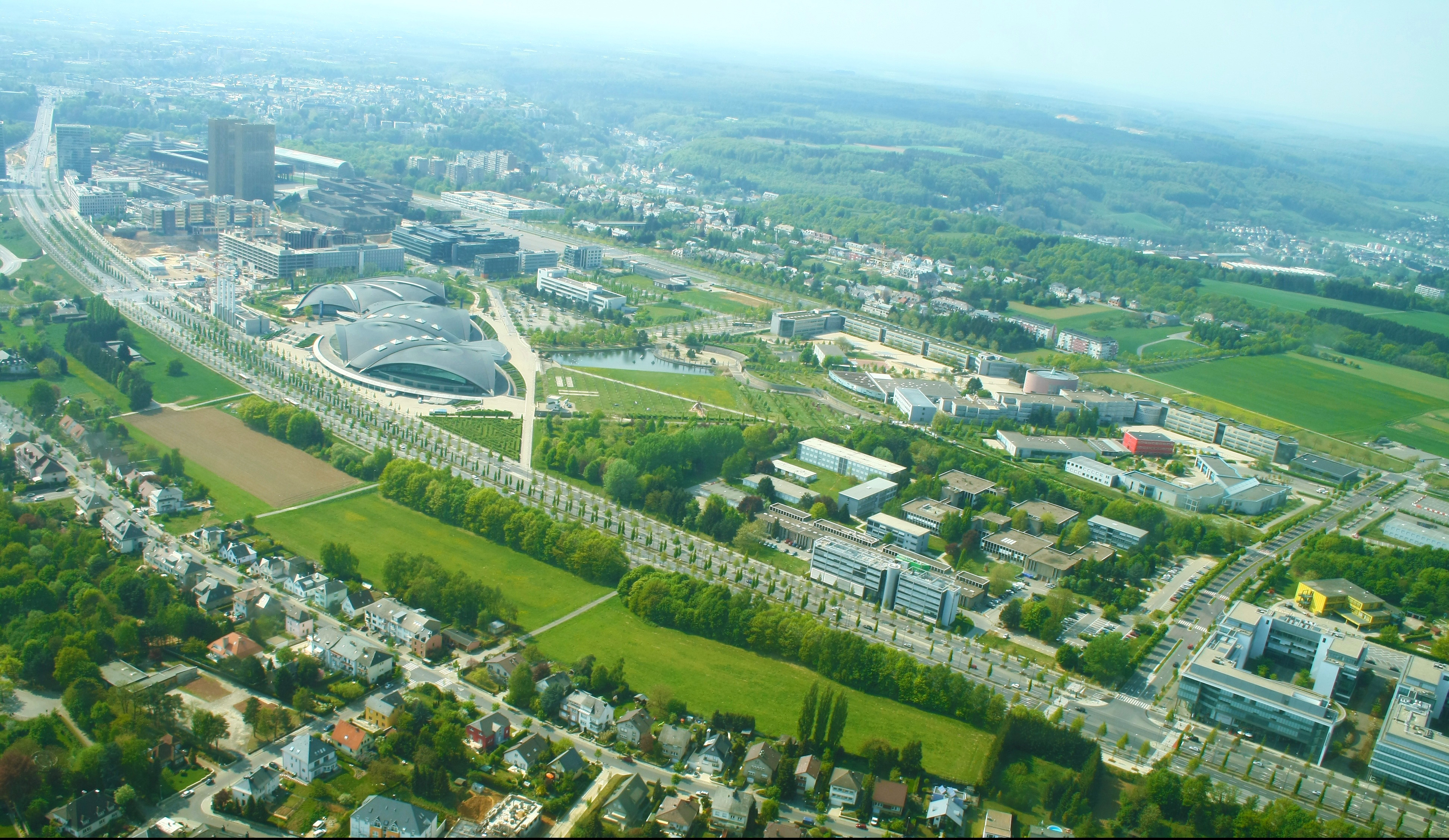
Campus Kirchberg

Luxemburgs universitet (luxemburgiska: Universitéit vu Lëtzebuerg, franska: Université du Luxembourg, tyska: Universität Luxemburg) är ett statligt universitet i Luxemburg i landet Luxemburg. Universitetet grundades 2003, men har trots sin unga ålder nått ett bra rykte och rankas bland världens främsta universitet. Skolan rankades på 11:e plats i Times Higher Young University Rankings 2017 över de bästa unga (under 50 år) universiteten i världen. Skolan är en av 13 medlemmar i Europaeum, som är en organisation för några av de främsta universiteten i Europa.
Luxemburgs universitet har tre campus: Limpertsberg, Kirchberg och Belval.